# Il ritorno a casa di Solomon Kane
Il ritorno a casa di Solomon Kane è una poesia postuma scritta da Robert Howard e appartenente al ciclo di Solomon Kane.

## Storia editoriale
La poesia è stata pubblicata per la prima volta nell'autunno 1936 all'interno dell'unico albo della rivista amatoriale Fanciful Tales of Time and Space di Donald A. Wollheim e Wilson Shepherd. Prima del testo è stato scritto un avviso relativo alla morte di Robert Howard.
Una versione differente è stata pubblicata nell'autunno 1971 sul quindicesimo numero della rivista The Howard Collector di Glenn Lord. Quest'ultimo colloca la poesia cronologicamente dopo I figli di Asshur nell'anno 1610.
In Italia la poesia è stata pubblicata per la prima volta nel settembre 1979 all'interno del secondo volume della collana Il Libro d'Oro della Fantascienza edita da Fanucci Editore.

## Trama
Solomon Kane fa ritorno al suo villaggio natale nel Devon dopo anni di viaggi, stanco, simile a un fantasma. Racconta ai suoi concittadini della morte di Richard Grenville durante una battaglia navale con gli spagnoli a cui lui è sopravvissuto venendo però catturato dal nemico. Domanda che fine abbia fatto Bess, la donna a cui ha causato lacrime, e gli viene detto che da sette anni riposa in una tomba vicino al mare. Mestamente il puritano commenta la caducità delle cose. Racconta allora dei suoi vagabondaggi in terra d'Africa dove ha affrontato orrori nati nella giungla, minacce sovrannaturali come vampiri, non-morti sulle colline ed esseri alati, ma anche venditori di schiavi.
Dopo aver affermato di voler restare d'ora in poi presso il suo villaggio, un richiamo proveniente dal mare riaccende in lui una fiamma di desiderio e senza indugio se ne va, partendo ancora una volta verso una meta ignota. Lo videro un'ultima volta in cima a una collina, stagliato sulla luna.

## Critica
Frank Coffman, autore del libro Robert E. Howard: Selected Poems, afferma che "formalmente, la poesia è quella che potrebbe essere definita una "doppia ballata" nel suo schema di strofe", poiché rispetto alle classiche strofe da quattro versi della ballata tradizionale lui utilizza strofe da otto versi, e usando "un metro giambico abbastanza uniforme per i versi" rendendola così una "ballata letteraria". A ciò si aggiunge l'introduzione da parte di Howard di variazioni in diversi versi (molti hanno una sostituzione anapestica) per evitare che "un metro troppo regolare diventi stucchevole o monotono", fatto che si ritrova in tutte le sue opere.
Coffman ritiene Il ritorno a casa di Solomon Kane una "poesia magistralmente elaborata" definendo Howard "un abile versificatore", "un genio poetico la cui abilità nella versificazione formalista e nell'uso della modalità narrativa superava la maggior parte dei poeti speculativi del suo, o di qualsiasi altro, tempo".

## Adattamenti
Nel 2013 è stato realizzato un audiolibro della poesia letta da Glenn Hascall mentre tra gli anni '70 e '80 la Marvel Comics pubblicò ben tre differenti adattamenti a fumetti.
| Data        | Edizione inglese            | TItolo                    | Titolo italiano                   | Sceneggiatura                               | Disegni          | Colori        | Copertina      | Prima edizione italiana                        | Data italiana |
| ----------- | --------------------------- | ------------------------- | --------------------------------- | ------------------------------------------- | ---------------- | ------------- | -------------- | ---------------------------------------------- | ------------- |
| Luglio 1977 | Savage Sword of Conan 20    | Solomon Kane's Homecoming | Il ritorno a casa di Solomon Kane | Roy Thomas                                  | Virgilio Redondo | Bianco e nero | Earl Norem     | La Saga di Solomon Kane 1 (Panini Comics)      | Ottobre 2017  |
| Luglio 1986 | The Sword of Solomon Kane 6 | Solomon Kane's Homecoming | Solomon Kane torna a casa         | R. E.Howard (autore della poesia originale) | Sandy Plunkett   | n/a           | Dan Green      | Conan il Barbaro 68 (Panini Comics)            | Gennaio 1995  |
| Luglio 1989 | Savage Sword of Conan 162   | Solomon Kane's Homecoming | Solomon Kane ritorna a casa       | Steve Carr                                  | Steve Carr       | Bianco e nero | Dorian Vallejo | La Spada Selvaggia di Conan 97 (Panini Comics) | Gennaio 1995  |

## Edizioni
- Solomon Kane's Home-coming, in Fanciful Tales of Time and Space 1, Donald A. Wollheim e Wilson Shepherd, autunno 1936.
- Solomon Kane’s Homecoming, in Red Shadows, Donald M. Grant, Publishing, inc., 1968.
- Il ritorno a casa di Solomon Kane, traduzione di Roberta Rambelli, in Il Libro d'Oro della Fantascienza 2, Fanucci Editore, settembre 1979